# غريغوري غونزاليس
غريغوري غونزاليس (16 أغسطس 1987 بالإكوادور - ) هو لاعب كرة قدم إكوادوري في مركز الدفاع. لعب مع برشلونة جواياكويل.